# Jacob Rothschild, IV barone Rothschild
Nathaniel Charles Jacob Rothschild, IV barone Rothschild (Cambridge, 29 aprile 1936 – Londra, 26 febbraio 2024) è stato un banchiere britannico, membro della nota famiglia di banchieri Rothschild.
Ricoprì molti ruoli importanti nel mondo degli affari, della finanza e della vita pubblica britannica e fu anche attivo nella beneficenza e in diverse attività filantropiche.

## Biografia
Jacob Rothschild nacque il 29 aprile 1936 a Cambridge, figlio maggiore di Victor Rothschild, III barone Rothschild e dalla sua prima moglie Barbara Judith Hutchinson. Il padre nacque in una famiglia ebraica, mentre la madre si convertì all'ebraismo ortodosso al momento del matrimonio. Rothschild studiò all'Eton College e poi al Christ Church di Oxford, trovando come suo mentore Isaiah Berlin e riuscendo in seguito, a laurearsi in storia con l'ambizione di intraprendere una carriera accademica. Aveva due fratellastri, ossia Emma Georgina Rothschild e Amschel Rothschild.
A partire dal 1963 lavorò a Londra presso la banca di famiglia Rothschild & Co, salvo poi dimettersi nel 1980 per via di una disputa famigliare. In seguito la presidenza della banca passò al lontano cugino Sir Evelyn Robert de Rothschild, visto che il padre aveva scelto di intraprendere la carriera scientifica e aveva dunque perso il controllo delle azioni di maggioranza con diritto di voto. Venduta la sua quota di minoranza nella banca, assunse il controllo indipendente del Rothschild Investment Trust (ora RIT Capital Partners plc), un fondo di investimento quotato alla Borsa di Londra.
Dopo le sue dimissioni dalla banca, Rothschild fondò la J. Rothschild Assurance Group (ora St. James's Place plc) assieme a Sir Mark Weinberg nel 1991.
Rothschild fu presidente della RIT Capital Partners plc, uno dei maggiori fondi comuni di investimento quotato alla Borsa di Londra con un valore patrimoniale netto di circa 2 miliardi di sterline. Fu inoltre presidente di J Rothschild Capital Management, una sussidiaria di RIT Capital Partners plc.
Dal novembre 2003 fino al suo pensionamento nel 2008 fu vicepresidente della BSkyB Television e fino al 2008 fu direttore della RHJ International. Fu inoltre membro del consiglio del Ducato di Cornovaglia per il Principe di Galles e membro dell'International Advisory Board di Blackstone Group.
Nel 2020 venne nominato commendatore dell'Ordine reale vittoriano per i servizi resi al Ducato di Cornovaglia.
Morì a Londra il 26 febbraio 2024 all'età di 87 anni.

## Vita privata

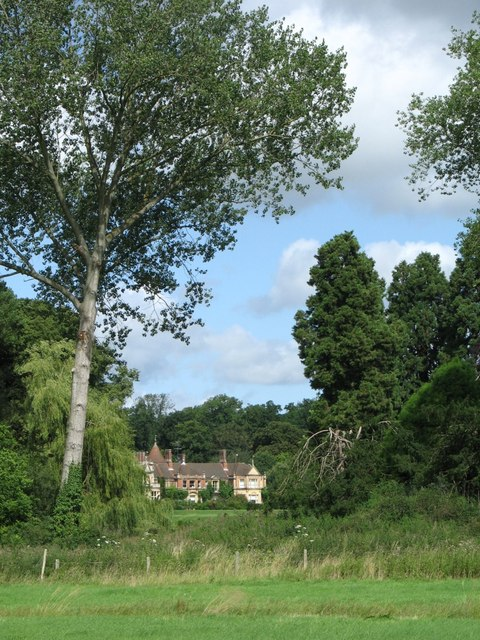
Eythrope Pavilion, la casa di Jacob Rothschild

Nel 1961 Rothschild sposò Serena Mary Dunn (1935-2019), nipote del finanziere canadese Sir James Dunn, dalla quale ebbe quattro figli:
- Hannah Mary Rothschild Brookfield (22 maggio 1962), sposò William Brookfield nel 1994, ma la coppia, che ebbe tre figlie, poi divorziò;
- Beth Matilda Rothschild Tomassini (27 febbraio 1964), sposò Antonio Tomassini nel 1991, ma la coppia, che ebbe tre figli, poi divorziò;
- Emily "Emmy" Magda Rothschild Freeman-Attwood (19 dicembre 1967), sposò Julian Freeman-Attwood il 25 giugno 1998. Dal matrimonio nacquero due figlie;
- Nathaniel Philip Victor James Rothschild (12 luglio 1971)[13], sposò Annabelle Neilson il 13 novembre 1995, ma la coppia divorziò nel 1997. Si risposò con Loretta Basey nel 2016.